# Studia paedagogica
Studia paedagogica je vědecký pedagogický časopis, vydávaný Ústavem pedagogických věd na Filozofické fakultě Masarykovy univerzity.
„Jde o stati teoretického, ale především empirického charakteru – cílem časopisu je publikovat výsledky výzkumů realizovaných na českých i zahraničních vědeckých pracovištích. Klademe důraz na původnost a originalitu publikovaných výzkumů, přičemž vytváříme prostor jak pro etablované odborníky, tak pro začínající autory v počátečních fázích akademické dráhy.“
Výzkumy jsou zaměřené jak na školní tematiku, tak na učení ve všech sférách života. Dále jsou zde publikovány rozhovory a recenze. Časopis existuje tištěný i ve verzi online, webové stránky jsou archivovány Národní knihovnou ČR. Časopis je vydáván čtyřikrát ročně, z toho jsou dvě monotematická čísla v anglickém jazyce. Časopis je propagován například na konferencích, webovými stránkami fakulty nebo jej propagují různé významné osobnosti.
„Charakteristickým rysem časopisu je interdisciplinární otevřenost – usiluje o postižení aktuálních témat pedagogického výzkumu, je však otevřen rovněž studiím zakotveným v jiných sociálních vědách“.
Vydavatelství časopisu spolupracuje se sekcí Emerging Researches při Evropské asociaci pedagogického výzkumu, která doporučuje texty z konference ECER Emerging Researchers. Tyto články jsou pak vytištěny v anglických číslech. Časopis je v databázi Scopus a v seznamu vědeckých časopisů ERIH PLUS.

## Historie
Časopis Studia paedagogica navazuje na Sborník prací Filozofické fakulty Masarykovy univerzity, který se dělil na řadu pedagogickou (vycházela v letech 1966 – 2008) a řadu pedagogicko-psychologickou (vycházela v letech 1966-1995). V roce 2009 vyšlo první vydání časopisu Studia paedagogica.

## Redakce a autoři
Kromě redakce má časopis i redakční radu se zahraničními členy. Texty posuzují dva recenzenti. Redakce spolupracuje se dvěma profesionálními překladateli. Autoři, kteří publikují v tomto časopise, jsou především učitelé z vysokých škol, ale zároveň se časopis snaží pracovat s mladými autory, kteří mají v časopise samostatnou studentskou sekci, kde jsou texty z jejich diplomových prací.
Výkonná redakce: Klára Šeďová, Roman Švaříček, Zuzana Šalamounová, Martin Sedláček, Karla Brücknerová, Petr Hlaďo.
Redakční rada: Milan Pol (předseda redakční rady), Gunnar Berg, Michael Bottery, Hana Cervinkova, Theo van Dellen, Peter Gavora, Yin Cheong Cheng, Miloš Kučera, Adam Lefstein, Sami Lehesvuori, Paul 
Mahieu, Jan Mareš, Jiří Mareš, Patricie Mertová, Jiří Němec, Angelika Paseka, Jana Poláchová Vašťatková, Milada Rabušicová, Michael Schratz, Martin Strouhal, Petr Svojanovský, António Teodoro, Tony Townsend, Anita Trnavčevič, Jan Vanhoof, Arnošt Veselý, Kateřina Vlčková, Eliška Walterová.